# Parigi-Camembert 2001
La Parigi-Camembert 2001, sessantaduesima edizione della corsa e valida come evento del circuito UCI categoria 1.2, si svolse il 17 aprile 2001, per un percorso totale di 208 km. Fu vinta dal francese Laurent Brochard, al traguardo con il tempo di 4h54'04" alla media di 42,439 km/h.
Al traguardo 76 ciclisti portarono a termine il percorso.

## Ordine d'arrivo (Top 10)
| Pos. | Corridore          | Squadra         | Tempo    |
| ---- | ------------------ | --------------- | -------- |
| 1    | Laurent Brochard   | Jean Delatour   | 4h54'04" |
| 2    | David Millar       | Cofidis         | a 9"     |
| 3    | Scott Sunderland   | Team Fakta      | s.t.     |
| 4    | Fabrizio Guidi     | Mercury-Viatel  | s.t.     |
| 5    | David Moncoutié    | Cofidis         | s.t.     |
| 6    | Gennadij Michajlov | Lotto-Adecco    | s.t.     |
| 7    | Bradley McGee      | Franç. des Jeux | s.t.     |
| 8    | Didier Rous        | Bonjour         | s.t.     |
| 9    | Stéphane Heulot    | BigMat          | s.t.     |
| 10   | Cédric Vasseur     | US Postal       | s.t.     |